# Florence Declaration
Die Florence Declaration – Empfehlung zum Erhalt analoger Fotoarchive ist eine Initiative der Photothek des Kunsthistorischen Instituts in Florenz.

## Entstehung und Ziel
Mit dieser auf Deutsch, Englisch, Italienisch, Französisch, Polnisch, Spanisch, Chinesisch und Arabisch veröffentlichten Erklärung möchte das Kunsthistorische Institut das Verständnis für die grundsätzliche Bedeutung analoger Fotos und Fotoarchive für die Zukunft der Geistes-, Sozial- und Humanwissenschaften fördern. Die Florence Declaration wurde am 31. Oktober 2009 im Rahmen der internationalen Tagung „Photo Archives and the Photographic Memory of Art History – Part II“ (Kunsthistorisches Institut in Florenz, 29.–31. Oktober 2009) vorgestellt. Seitdem wird die Erklärung kontinuierlich von zahlreichen internationalen Wissenschaftlern mit ihrer Unterschrift unterstützt.

## Inhalt der Deklaration
Vor dem Hintergrund der anhaltenden Debatten um die vollständige Digitalisierung von Fotoarchiven und der damit häufig geforderten schrittweisen Auflösung der Archive und ihrer Überführung in digitale und über das Internet recherchierbare Formen vertritt die Florence Declaration die Auffassung, dass die Digitalisierung der Bestände zwar unbedingt anzustreben sei, digitale Fotos den Originalabzug jedoch nur teilweise ersetzen könnten. So könnten digitale Archive die Aufgabe analoger Archive nicht in vollem Umfang übernehmen. Denn jede Technologie forme nicht nur den Weg von Übertragung, Konservierung und Gebrauch von Dokumenten, sondern auch deren Inhalt. Ein analoges Foto und seine digitale Reproduktion seien somit zwei verschiedene, nicht austauschbare Objekte mit unterschiedlichen Merkmalen. Da sich in den letzten Jahren die Fragestellungen und Forschungsfelder in den Geisteswissenschaften sehr verändert habe und die analoge Fotografie immer mehr in den Fokus der Wissenschaftler rücke, sei es notwendig, die traditionelle Gleichsetzung von analogen Fotografien und ihren digitalen Reproduktionen zu überwinden.

### Bedeutung analoger Fotos
In diesem Kontext wird in der Florence Declaration dem Objektcharakter analoger Fotos eine besondere Bedeutung beigemessen. Demnach besäßen die analogen Fotos jeweils eine eigene „Biographie“, die sich aus unterschiedlichen Aspekten wie dem Zeitpunkt ihrer Herstellung, der angewandten Technik, dem Ziel ihrer Herstellung, der Einordnung in den Kontext des jeweiligen  Archivs und in dessen Systematik ergibt. 
Besonders nachdrücklich wird auf die taktilen Merkmale analoger Fotos verwiesen, die unverzichtbar für ihre wissenschaftliche Bearbeitung seien und die bei der Herstellung einer digitalen Reproduktion unweigerlich verloren gingen. Das digitale Format sei nicht in der Lage, die „Biographie“ des jeweiligen  Fotos in all ihren Aspekten zu rekonstruieren. Ein Digitalisat kann immer nur Ausschnittcharakter haben, wobei der Fokus häufig auf den im analogen Fotos dargestellten Gegenstand gerichtet sei. Das Nebeneinander von visuellen und materiellen Aspekten, durch welches sich ein Foto auszeichnet, gehe damit verloren und seine Komplexität würde unweigerlich reduziert. Somit wäre auch die Vorstellung von vollständiger Zugänglichkeit in Verbindung mit digitalen Formaten über Datenbanken illusorisch; wo das Internet im Idealfall von Ort und Zeit unabhängig mache, reduziere es den Zugriff auf einen einzigen Aspekt des fotografischen Objekts: die Bildinformation. Digitalisierungsprojekte seien zwangsläufig mit einer Selektion bestimmter Aspekte des Materials verbunden, wodurch eine vollständige digitalisierte Erfassung der Objekte mit all ihren Eigenschaften unmöglich werde. 
Des Weiteren wird daran erinnert, dass bislang wenig gesicherte Informationen über die Zuverlässigkeit der Langzeitarchivierung digitaler Informationen sowie über die langfristige Aufrechterhaltung stabiler Funktionalitäten und Strukturen des Internets vorlägen.

### Archive
Somit sei die Erforschung der Fotografie weiterhin unauflöslich an den Kontext ihrer Aufbewahrung gebunden: das Archiv. Dieses setzt sich nicht nur aus der Summe der darin aufbewahrten Fotos zusammen, sondern stelle jeweils eine autonome und singuläre Struktur dar. Für die Geistes-, Sozial- und Humanwissenschaften habe es die Funktion eines Labors, in welchem Wissen produziert und interpretiert werde. Die materielle Umgebung eines analogen Fotoarchivs und die sich dadurch eröffnenden Möglichkeiten unterschieden sich grundsätzlich von den Bedingungen einer im Internet abrufbaren Datenbank. Somit ist es für die Unterzeichner der Florence Declaration unabdingbare Voraussetzung, dass das Fotoarchiv als Instrument, aber auch als Gegenstand der Forschung in allen seinen Strukturen und Funktionen erhalten bleibt und ein fortdauernder Zugang gewährleistet ist. Denn die analogen Archive seien Teil unseres kulturellen Erbes, welche in ihrer Gesamtstruktur selbst zum Gegenstand wissenschaftlicher Untersuchungen werden könnten. Die digitalen Archive, so der Aufruf der Unterzeichner, dürfen die analogen Archive nicht ersetzen, sondern müssen diese ergänzen, um die wissenschaftliche Arbeit und die interpretativen Möglichkeiten für die Forscher nicht zu beschränken, sondern sie vielmehr zu erweitern.

## Bibliographie
- Erik P. Löffler: De 'Florence Declaration' – Over het belang van het analoge fotoarchief / The 'Florence Declaration' – On the importance of analogue photographic archives. In: RKD Bulletin, 2012/1, S. 50–54.
- Elizabeth Cropper: Preface. In: Art and the Early Photographic Album, hg. v. di Stephen Bann, New Haven, London 2011, S. VII.
- Photo Archives and the Photographic Memory of Art History. International conference organized by Patricia Rubin (Institute of Fine Arts, New York) and Costanza Caraffa (Kunsthistorisches Institut in Florenz, Max-Planck-Institut), held in London, Courtauld Institute of Art (16-17 June 2009) and in Florence, Kunsthistorisches Institut (29-31 October 2009), Rezension von Elisabetta Cunsolo. In Visual Resources, 26/2010, Nr. 4, S. 391–401.
- Jutta Voorhoeve: Die Materialität des Analogen als Quelle und Ort der Forschung. In: Rundbrief Fotografie, 17/2010, Nr. 1, S. 41–43.
- Kelley Wilder: Verortung und Neuverortung der Fotografie in der Kunstgeschichte. In: Rundbrief Fotografie, 17/2010, Nr. 1, S. 40–41.
- Klaus Nenno: Aus dem Bildarchiv. Florence Declaration – Empfehlungen zum Erhalt analoger Fotoarchive vom 31. Oktober 2009. In: Denkmalpflege in Westfalen-Lippe, 1/2010, S. 22–23.
- Klaus Pollmeier: Die Erklärung von Florenz / Florence Declaration – Empfehlungen zum Erhalt analoger Fotoarchive (Editorial). In: Rundbrief Fotografie, 16/2009, Nr. 4, S. 2–3.